# EPIRB

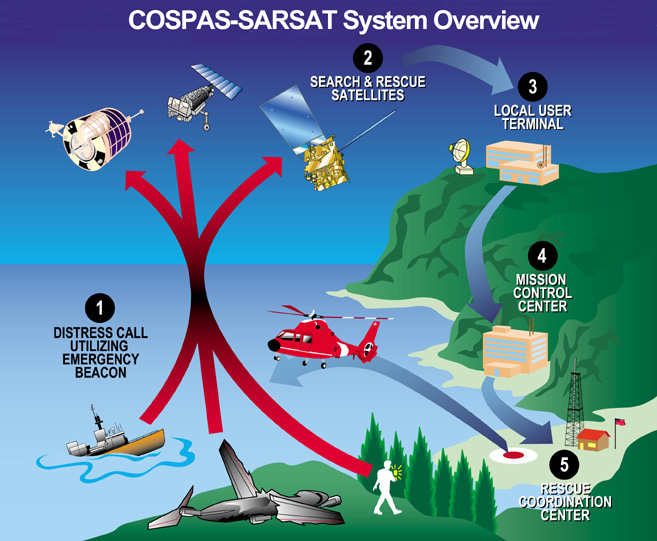
Загальна схема системи зв'язку КОСПАС-САРСАТ, що використовується для виявлення та визначення місцезнаходження ПЛА, EPIRB та PLB.

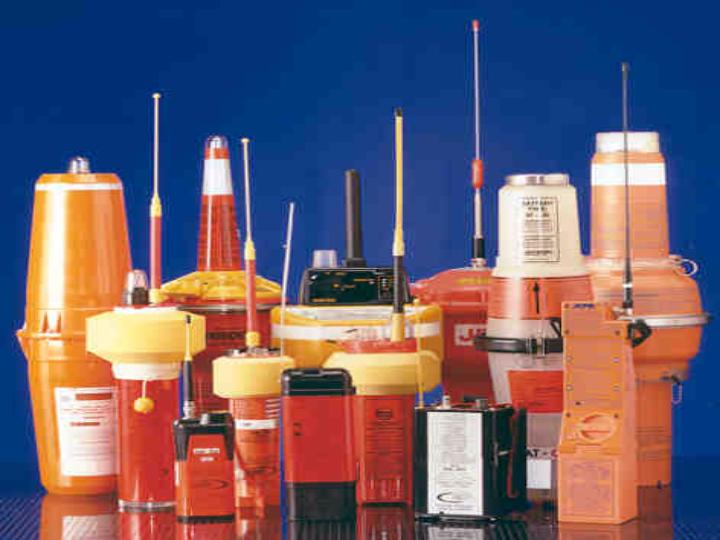
Аварійні радіомаяки першого покоління EPIRB

Аварійний радіомаяк або Морський аварійний радіобуй (англ. EPIRB, Emergency Position Indicating Radio Beacon) - тип аварійного радіомаяка, портативний радіопередавач на батарейках, який використовується в надзвичайних ситуаціях для визначення місцезнаходження літаків, суден і людей, які зазнають лиха і потребують негайного порятунку. У разі виникнення надзвичайної ситуації, такої як затоплення судна або авіакатастрофа, передавач активується і починає передавати безперервний радіосигнал, який використовується пошуково-рятувальними командами для швидкого виявлення місця надзвичайної ситуації та надання допомоги. Сигнал виявляють супутники міжнародного консорціуму рятувальних служб COSPAS-SARSAT, які можуть виявляти аварійні радіомаяки в будь-якій точці Землі, що передають сигнал на частоті лиха COSPAS 406 МГц. Консорціум розраховує місцезнаходження радіомаяка та швидко передає інформацію до відповідної місцевої організації, яка здійснює пошук і рятування. Основна мета цієї системи - допомогти рятувальникам знайти постраждалих протягом так званої "золотої доби" (перші 24 години після травматичної події), протягом якої зазвичай вдається врятувати більшість постраждалих. Особливістю, що відрізняє сучасний EPIRB, який часто називають GPIRB, від інших типів аварійних радіомаяків, є те, що він містить GPS-приймач і передає своє місцезнаходження, зазвичай з точністю до 100 метрів (330 футів), для полегшення пошуку. Попередні аварійні радіомаяки без GPS можуть бути локалізовані з точністю до 2 кілометрів за допомогою супутників COSPAS.
Стандартна частота сучасного радіомаяка EPIRB - 406 МГц. Це міжнародно регульована мобільна служба радіозв'язку, яка допомагає пошуково-рятувальним операціям виявляти і визначати місцезнаходження човнів, літаків і людей, що зазнають лиха. Вона відрізняється від супутникової станції аварійного визначення місцезнаходження радіомаяка.
Першою формою цих радіомаяків був радіомаяк ELT на частоті 121,500 МГц, який був розроблений як автоматичний радіомаяк локатора для військових літаків, що зазнали аварії. Вперше ці радіомаяки були використані в 1950-х роках американськими військовими, а на початку 1970-х років вони стали обов'язковими для використання на багатьох типах літаків комерційної та цивільної авіації. Частота і формат сигналу, що використовувалися радіомаяками ELT, не були призначені для виявлення супутників, що призвело до створення системи з поганими можливостями визначення місцезнаходження і з великими затримками у виявленні активованих радіомаяків. Мережа виявлення супутників була побудована після того, як радіомаяки ELT вже були в загальному користуванні, причому перший супутник був запущений лише в 1982 році, і навіть тоді супутники забезпечували лише виявлення з точністю визначення місцезнаходження приблизно 20 кілометрів (12 миль). Пізніше ця технологія була розширена для використання на суднах у морі (EPIRB), окремих осіб (PLB і, починаючи з 2016 року, MSLD). Усі вони перейшли від використання 121,500 МГц як основної частоти до використання 406 МГц, яка була розроблена для виявлення і визначення місцезнаходження супутників.
З моменту створення Cospas-Sarsat у 1982 році радіомаяки допомогли врятувати понад 28 000 людей у більш ніж 7 000 ситуаціях лиха. Лише у 2010 році система надала інформацію, яка допомогла врятувати 2 388 осіб у 641 ситуації лиха.

## Порівняльна таблиця і типологія аварійних радіобуїв
| Система                         | ELT / PLT (121,5 МГц)                                                                                      | EPIRB (406 МГц) | DSC—EPIRB | SART           | INMARSAT—E*                        |
| ------------------------------- | --- | --------------- | --------- | -------------- | ---------------------------------- |
| Час виявлення сигналу небезпеки | від кількох годин до доби, ненадійно                                                                       | кілька годин    | негайно   | -              | 3 хвилини                          |
| Ідентифікація                   | не передбачено                                                                                             | стробоскоп, GPS | GPS, SART | -              | GPS, SART, стробоскоп              |
| Повідомлення виду лиха          | не передбачено                                                                                             | так             | так       | не передбачено | так                                |
| Покриття                        | КОСПАС-САРСАТ (з 1 лютого 2009 року припинено обробку сигналів ELT, що працюють на частотах 121,5/243 МГц) |                 |           | -              | з 1.12.2006 експлуатацію припинено |